# Ramona Fossas i Puig
Ramona Fossas i Puig   (Barcelona, 20 de març de 1926 - Barcelona, 22 de juliol de 2003) va ser una mestra i activista catalana.
Va destacar pel seu activisme en favor de la dignificació del seu barri, el Guinardó, dels drets de les dones i per les millores en ensenyament. Va ser professora en una escola d'adults i va col·laborar amb el Centre de Cultura Popular Montserrat.
El 2 de març del 2001, rep l’Homenatge de l’EA Torrent d’en Melis per la seva tasca al llarg dels anys. El juny del 2002 rep el Premi d’Horta-Guinardó donat a persones o Entitats destacades dins del Districte. Ramona Fossas fou una de les personalitats homenatjades per l'Ajuntament de Barcelona en la campanya Ciutat de Dones, el març de 2023. Aquell mateix mes, el consistori barceloní va inaugurar una plaça amb el seu nom al Guinardó.